# 南椌椌
南 椌椌（みなみ くうくう、1950年 - ）は、日本の絵本作家、イラストレーター、詩人、テラコッタアーティスト、東京吉祥寺のカレー屋「まめ蔵」オーナー。

## 人物・経歴
1950年、東京生まれ。新宿育ち。韓国人の父と日本人の母を持つ。立教大学卒業。
大学には、学生運動最盛期に入学したが、授業にはほとんど出席せずに、詩や童話、舞踏、美術に傾倒し、卒業した。
大学卒業後、アルバイト生活を経て、パリを拠点として、スイス、イタリア、スペイン、ギリシャなどヨーロッパ各地を10ヵ月間に渡って巡った後、日本に帰国。
1972年に、ダンサーの笠井叡による即興の舞踏と出会い、大きな影響を受ける。笠井の「自由でいいんだよ。好きなようにやればいいんだよ。そのまま生きればいいよ。」という考え方が、人生の源流となり、今に繋がっている。
クラシックが好きで、学生の頃から、好みの音楽がかかる「箱」という名の喫茶店が好きだったほか、中央線沿線の喫茶店巡りもしていた。26歳になった時、弟と一緒に、荻窪の外れで喫茶店「ゴーシュ」を開店した。当時は、会社に就職せずに、「店のオヤジ」になって好きにやろうという人が多くいた時代であった。
開店して1年半が経ち、南も弟も共に所帯を持つことになり、1店舗では2世帯の生計が立てられなくなったことから、これまでの店を弟に任せ、1978年10月、東京吉祥寺にカレー店「まめ蔵」をオープンする。新店舗は、ダンサーでもある妻の踊りを支えたいとの思いもあって営業したが、店名の「まめ蔵」の名は、妻が幼少の頃、チョロチョロと動き回るため、祖父から「まめぞう」と呼ばれていたことが由来となっている。1990年には、「諸国空想料理店Kuu Kuu」を開店（Kuu Kuuは2003年12月末閉店）。
「まめ蔵」は、創業から40年以上が経ち（2023年現在）、雑誌「散歩の達人」で、同店をルーツにもつ全国のカレー店が特集されるなど、多くのカレー店を育てた名店として知られ、都内だけでなく、青森、甲府、鎌倉、埼玉小川町、倉敷、飛騨高山など日本各地で個性的なカレー店が生まれている。居心地の良さから、何年もバイトしているうちにカレー屋の面白さや自由さに染まって、カレー屋を開店する者も多いという。後輩たちの店では、「まめ蔵」と同じカレーを要求せず、それぞれの店が自由に個性を発揮したメニューを提供している。1990年創業の東京下北沢にあるカレーの名店「茄子おやじ」も「まめ蔵」出身の先代が開店したカレー店で、現在は約7年前（2023年時点）に先代から店を継いだ2代目が経営している。
1992年より「桃の子供」というテーマで作品制作を開始。ガラス絵、テラコッタ、墨絵などによる個展も多数開催するが、「店はただの”箱”。お客さんがいてくれてこそ。」と語り、「まめ蔵」は喫茶店の枠を越え、展覧会・落語など、皆でカルチャーを育む場へと育っている。
2025年、詩集『ソノヒトカヘラズ』で中原中也賞候補。

## 主な作品
- 画文集

『桃の子供』（架空社）1994年12月
- 絵本

『ショコラシビリとぼく』（フレーベル館）1997年5月
『にこちゃん』（アリス館）1998年11月
『くーくーねむりんこ』（アリス館）1999年9月
『くうちゃんがないた』（アリス館）2006年7月
- テラコッタ作品集

『桃の楽々』（未知谷）2004年10月
- CD-ROM

『宮沢賢治・銀河鉄道の夜』（富士通）